# インターナショナルプレス
インターナショナルプレスは、日本の株式会社アイピーシー・ワールドが発行するスペイン語・ポルトガル語の新聞。日本在住の南アメリカスペイン語圏諸国・ブラジル連邦共和国出身者を主な読者層としている。ただし2010年10月をもって、紙の新聞は休刊。

## 内容
ポルトガル語版
1991年創刊。日本在住のブラジル人を主な対象としている。
週1回土曜日発行、タブロイド版。
スペイン語版
1994年創刊。主な対象は日本在住のペルー人、ボリビア人、アルゼンチン人、コロンビア人、パラグアイ人など。
週1回土曜日発行、タブロイド版。

## 会社規模
- 本部 東京
- 支部 大泉 名古屋 浜松など